# Беннінгтон (переписна місцевість, Вермонт)
Беннінгтон (англ. Bennington) — переписна місцевість (CDP) в США, в окрузі Беннінґтон штату Вермонт. Населення — 8795 осіб (2020).

## Географія
Беннінгтон розташований за координатами 42°52′16″ пн. ш. 73°10′49″ зх. д. / 42.87111° пн. ш. 73.18028° зх. д. (42.871243, -73.180181).  За даними Бюро перепису населення США в 2010 році переписна місцевість мала площу 12,53 км², з яких 12,44 км² — суходіл та 0,09 км² — водойми.

## Демографія
Згідно з переписом 2010 року, у переписній місцевості мешкали 9074 особи в 3833 домогосподарствах у складі 2145 родин. Густота населення становила 724 особи/км².  Було 4122 помешкання (329/км²).
Расовий склад населення:
| - 96,2 % — білих - 1,0 % — чорних або афроамериканців - 0,6 % — азіатів - 0,5 % — корінних американців - 0,1 % — вихідців з тихоокеанських островів |

До двох чи більше рас належало 1,3 %. Частка іспаномовних становила 1,7 % від усіх жителів.
За віковим діапазоном населення розподілялося таким чином: 20,8 % — особи молодші 18 років, 58,8 % — особи у віці 18—64 років, 20,4 % — особи у віці 65 років та старші. Медіана віку мешканця становила 43,0 року. На 100 осіб жіночої статі у переписній місцевості припадало 89,8 чоловіків;  на 100 жінок у віці від 18 років та старших — 87,1 чоловіків також старших 18 років.
Середній дохід на одне домашнє господарство  становив 52 547 доларів США (медіана — 36 322), а середній дохід на одну сім'ю — 61 629 доларів (медіана — 45 000). Медіана доходів становила 36 378 доларів для чоловіків та 28 333 долари для жінок. За межею бідності перебувало 23,2 % осіб, у тому числі 40,1 % дітей у віці до 18 років та 13,3 % осіб у віці 65 років та старших.
Цивільне працевлаштоване населення становило 3807 осіб. Основні галузі зайнятості: освіта, охорона здоров'я та соціальна допомога — 29,5 %, виробництво — 16,3 %, мистецтво, розваги та відпочинок — 13,6 %, роздрібна торгівля — 12,6 %.